# Nemoura babiagorensis
Nemoura babiagorensis is een steenvlieg uit de familie beeksteenvliegen (Nemouridae). De wetenschappelijke naam van de soort is voor het eerst geldig gepubliceerd in 1964 door Sowa.